# Litoria darlingtoni
Litoria darlingtoni (tên tiếng Anh: Darlington's Madang Tree Frog) là một loài ếch thuộc họ Pelodryadidae.
Đây là loài đặc hữu của Papua New Guinea.
Môi trường sống tự nhiên của chúng là vùng cây bụi nhiệt đới hoặc cận nhiệt đới vùng đất cao, đầm nước ngọt có nước theo mùa, rừng trước đây suy thoái nghiêm trọng, khu vực trữ nước, và ao nuôi trồng thủy sản.